# Baba Yara Stadium
Le Baba Yara Stadium est un stade multifonction qui sert plus souvent au football, et qui est situé à Kumasi, Ghana. Il est le fief du club ghanéen de l'Asante Kotoko.

## Histoire
Le stade a subi des travaux de rénovation en vue de la CAN 2008 et qui a fait passer sa capacité de 51 500 à 44 000 places.